# Chaves na Mão
Chaves na Mão é uma plataforma brasileira de anúncios online voltada à divulgação de imóveis e veículos. Fundada em 2013, em Curitiba, a empresa atua como um portal de anúncios que permite a publicação de conteúdos por diferentes perfis de anunciantes, incluindo imobiliárias, corretores, lojistas e particulares.
A plataforma possibilita que usuários publiquem imóveis e veículos para venda ou aluguel, com filtros de busca por localização, preço, tipo de bem, entre outros critérios. Não há intermediação nas negociações, sendo o site apenas o canal de exibição dos anúncios.
A expansão da empresa se deu por meio de estratégias digitais e crescimento orgânico, sem investimentos externos relevantes, seguindo o modelo conhecido como bootstrap. Desde então, a plataforma implementou funcionalidades relacionadas à segmentação de busca e integração com canais de contato, voltadas à experiência de navegação.

## História
A plataforma foi criada em 2013 com o objetivo de disponibilizar um ambiente digital para anúncios de imóveis e veículos. Desde então, passou a adaptar sua estrutura conforme as transformações do mercado e o comportamento dos usuários.
Seu modelo de operação é caracterizado pela ausência de investimentos externos relevantes, alinhando-se ao conceito de bootstrap. Com base em estratégias de marketing digital e ajustes contínuos na interface, buscou melhorar a experiência de uso e ampliar seu alcance.

### Origem e Fundação
Fundada em Curitiba, no estado do Paraná, a criação da plataforma foi motivada pela ausência de espaços acessíveis para divulgação por usuários não corporativos. A ideia surgiu após seu idealizador encontrar barreiras ao tentar anunciar um imóvel como pessoa física, identificando a predominância de anúncios corporativos no mercado.
Nos primeiros anos, a atuação concentrou-se no setor imobiliário, permitindo que corretores, imobiliárias e proprietários divulgassem seus imóveis para venda ou aluguel. A proposta era oferecer uma alternativa acessível, com navegação simplificada e estrutura aberta a diferentes perfis de anunciantes.
O modelo bootstrap foi mantido desde o início, priorizando o crescimento gradual a partir de recursos próprios e estratégias digitais focadas em visibilidade e captação de usuários.

### Expansão e Crescimento
Nos anos posteriores à fundação, a plataforma ampliou sua atuação para outras regiões do país, incluindo o setor automotivo como nova frente de atuação. Passou a permitir a publicação de anúncios de veículos por parte de lojistas e vendedores particulares.
Essa expansão ocorreu com uma estrutura operacional enxuta, apoiada em recursos tecnológicos voltados à automação de processos e à melhoria da navegação. O uso de canais diretos, como o WhatsApp, foi incorporado para facilitar a comunicação entre anunciantes e interessados.
Além disso, foram implementadas ferramentas de segmentação e filtros de busca, com o objetivo de tornar a experiência de busca mais eficiente para os usuários.

### Consolidação no Mercado
A ampliação da base de usuários e o aumento na variedade de anunciantes contribuíram para a consolidação da plataforma nos setores imobiliário e automotivo. O portal manteve foco em conectar anunciantes e compradores por meio de uma estrutura funcional, sem intermediação nas negociações.
A adoção de funcionalidades específicas, como filtros personalizados por tipo de imóvel ou veículo, localização e faixa de preço, buscou aprimorar a navegação e a usabilidade da plataforma.
A empresa passou a ocupar espaço relevante no mercado nacional de classificados digitais, com presença crescente em diversas regiões brasileiras.

## Serviços
O portal disponibiliza uma plataforma online voltada à publicação de anúncios nos segmentos imobiliário e automotivo. A proposta é fornecer um ambiente digital no qual anunciantes possam divulgar seus produtos, enquanto compradores realizam buscas por meio de filtros segmentados, sem que o portal participe diretamente das negociações.
A plataforma incorpora funcionalidades que possibilitam a filtragem por localização, faixa de preço, tipo de imóvel ou veículo, entre outras características. Além disso, permite que os anúncios tenham maior alcance por meio de recursos voltados à visibilidade e à organização das informações.
Os serviços estão agrupados em duas categorias principais: classificados imobiliários e classificados automotivos.

### Classificados Imobiliários
No setor imobiliário, a plataforma oferece espaço para que corretores, imobiliárias e proprietários anunciem imóveis destinados à venda ou locação. Os anúncios contam com ferramentas de segmentação, que permitem buscas por critérios como localização, tipo de imóvel, número de quartos e valores.
Os anunciantes podem incluir descrições detalhadas, imagens e formas de contato, possibilitando a comunicação direta com os interessados. A ferramenta é utilizada por profissionais do setor que buscam ampliar o alcance de seus anúncios em canais digitais.

### Classificados Automotivos
No segmento automotivo, o portal possibilita a divulgação de veículos por parte de lojistas, concessionárias e vendedores particulares. Os anúncios podem ser filtrados por marca, modelo, ano, faixa de preço, quilometragem e outros atributos.
A comunicação entre interessados e anunciantes ocorre por meio de canais como e-mail e aplicativos de mensagens. Essa estrutura visa facilitar o contato direto entre as partes, sem que o portal atue como intermediador do processo.

## Clientes
O portal é utilizado por diferentes segmentos dos setores imobiliário e automotivo, conectando anunciantes e usuários interessados na compra, venda ou locação de imóveis e veículos.
Entre os perfis atendidos estão imobiliárias, corretores, lojistas, concessionárias e usuários finais. A plataforma disponibiliza funcionalidades que permitem a publicação de anúncios, segmentação de buscas e contato direto entre as partes.
As ferramentas voltadas à organização das informações, aliadas à interface funcional, contribuem para a adoção do serviço por usuários com diferentes objetivos.

### Segmentos Atendidos
A plataforma é utilizada tanto por empresas quanto por consumidores finais. No setor imobiliário, atende corretores, imobiliárias e proprietários que anunciam imóveis para venda ou locação. No setor automotivo, lojistas e concessionárias utilizam o portal para divulgar seus veículos.
Além dos anunciantes profissionais, também é acessada por usuários que buscam imóveis ou veículos, utilizando os filtros disponíveis para refinar as pesquisas conforme suas preferências.

### Presença e Impacto no Mercado
A atuação da plataforma no segmento de classificados online é marcada por uma base de usuários em expansão e pelo aumento contínuo na quantidade de anunciantes cadastrados.
O uso de estratégias digitais, incluindo a captação de interessados por meio de canais como WhatsApp e e-mail, contribuiu para facilitar a comunicação entre anunciantes e potenciais compradores.
A empresa está inserida em um contexto de digitalização dos processos de compra e venda, sendo uma das opções disponíveis no mercado nacional de anúncios online.

## Plataforma e Tecnologia
O portal realiza atualizações periódicas com o objetivo de ajustar sua interface e funcionalidades conforme as necessidades dos usuários. Com foco na navegação, busca e interação, a plataforma disponibiliza ferramentas voltadas à organização das informações e à comunicação direta entre anunciantes e interessados.
A interface foi projetada para permitir buscas segmentadas e personalizadas. Além disso, a integração com canais como WhatsApp e e-mail busca facilitar o contato entre os usuários. A plataforma também aplica práticas de SEO para melhorar a visibilidade dos anúncios em mecanismos de busca.
Atualizações técnicas visam garantir maior segurança, tempos reduzidos de carregamento e compatibilidade com dispositivos móveis. Esses aspectos compõem o conjunto de recursos voltados à experiência do usuário.

### Estrutura e Usabilidade
A plataforma foi desenvolvida para atender às necessidades de anunciantes e compradores por meio de uma interface acessível e segmentada. O site é responsivo, permitindo acesso em diferentes dispositivos, como computadores, tablets e smartphones, o que amplia a flexibilidade de uso.
O sistema passa por atualizações constantes que buscam aprimorar o desempenho, garantir estabilidade e implementar melhorias de usabilidade. Estratégias de otimização para mecanismos de busca contribuem para aumentar o alcance dos anúncios.

### Recursos e Diferenciais
A plataforma oferece funcionalidades voltadas à filtragem e organização dos anúncios. Entre os recursos disponíveis, destacam-se:
- Filtros avançados de busca: Permitem segmentar os resultados por localização, tipo de imóvel ou veículo, faixa de preço, número de quartos, quilometragem, entre outros critérios.
- Captação de leads via WhatsApp: Interessados podem entrar em contato diretamente com os anunciantes por meio do aplicativo.[1]
- Integração com e-mail e notificações: Usuários podem receber alertas sobre anúncios de interesse.
- Técnicas de SEO: São aplicadas para facilitar o acesso e melhorar o ranqueamento dos anúncios.
- Compatibilidade com múltiplos dispositivos: O site pode ser acessado em diferentes plataformas, adaptando-se automaticamente.
- Cobertura nacional: O portal atua em todas as regiões do Brasil.
- Geração de leads: Estratégias digitais são empregadas para ampliar a visibilidade dos anúncios e atrair potenciais compradores.
- Plataforma escalável: Estrutura preparada para lidar com aumento de tráfego e novos usuários.[2]

Essas funcionalidades visam facilitar a navegação, estruturar melhor os anúncios e proporcionar uma experiência coerente para os diferentes perfis de usuários.
Segundo dados do portal SimilarWeb, o site apresenta volume expressivo de acessos mensais, refletindo seu posicionamento entre os portais de classificados digitais no Brasil.